# Niamh Wilson
Niamh Wilson (* 9. März 1997 in Oakville, Ontario) ist eine kanadische Schauspielerin. Sie tritt seit 2003 in Erscheinung und spielte in mehr als 40 Film- und Fernsehproduktionen mit.

## Filmografie (Auswahl)
- 2005: Aurora Borealis
- 2005: Plague City: SARS in Toronto
- 2005: Haunting Sarah
- 2005: Saw II
- 2006: The Marsh – Der Sumpf (The Marsh)
- 2006: Saw III
- 2006: Das Haus nebenan (The House Next Door)
- 2006–2008: Runaway (7 Folgen)
- 2007: They Come Back
- 2007: Saw IV
- 2008: Saw V
- 2009: Flashpoint – Das Spezialkommando (1 Folge)
- 2009: Heartland – Paradies für Pferde (1 Folge)
- 2009: Saw VI
- 2010: Mein Babysitter ist ein Vampir (Gastauftritt 02×06)
- 2011–2012: Debra! (Fernsehserie, 13 Episoden)
- 2013: Die Karte meiner Träume
- 2018: Giant Little Ones
- 2019: Slasherman – Random Acts of Violence (Random Acts of Violence)

## Auszeichnungen
Wilson wurde 2006 mit dem Young Artist Award für ihre Rolle bei Haunting Sarah in der Kategorie Supporting Young Actress ausgezeichnet. Ebenso konnte sie bei den Young Artist Awards 2012 den Award in der Kategorie Beste Hauptdarstellerin in einer Fernsehserie gewinnen.